# Цуртиль
Цуртиль (таб. Цӏуртӏил) — село в Табасаранском районе Республики Дагестан (Россия). Входит в состав сельского поселения Сельсовет Хучнинский.

## География
Село расположено в 3 км к юго-западу от административного центра района — с. Хучни.

## Инфраструктура

### Здравоохранение
- Фельдшерско-акушерский пункт.[2]

## Население
| 1895 | 1926 | 1939 | 1970 | 1989 | 2002 | 2010 |
| ---- | ---- | ---- | ---- | ---- | ---- | ---- |
| 194  | →194 | ↗260 | ↗333 | ↘312 | ↗347 | ↘344 |
| 2021 |      |      |      |      |      |      |
| ↗390 |      |      |      |      |      |      |